# Ryō Kawasaki
Pour les articles homonymes, voir Kawasaki.
Ryō Kawasaki (川崎 燎, Kawasaki Ryō), né le 25 février 1947 à Tokyo et mort le 13 avril 2020 à Tallinn (Estonie), est un guitariste et compositeur de jazz japonais.

## Biographie

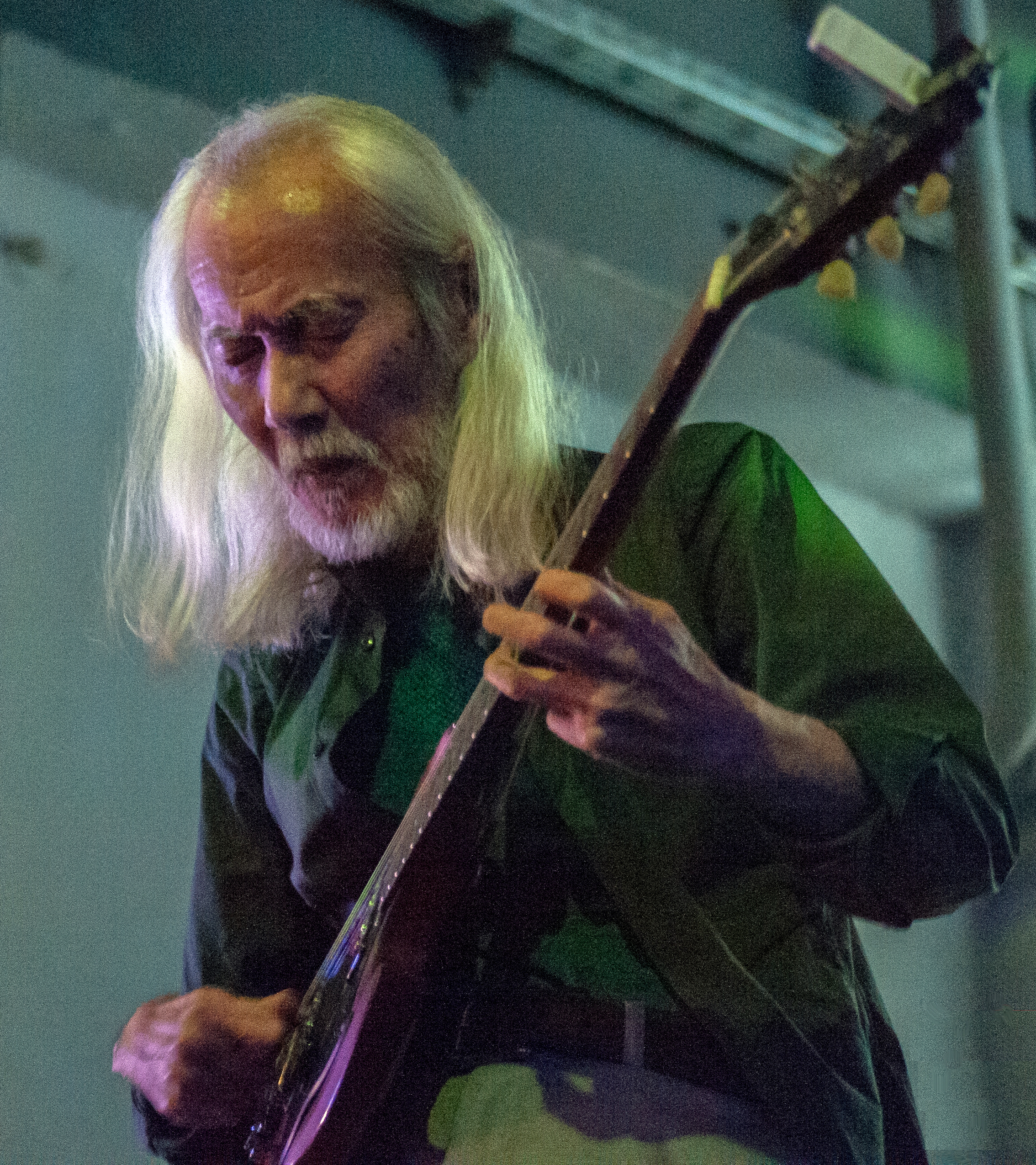
Ryō Kawasaki en 2018.

Ryō Kawasaki s'est dirigé vers la musique après avoir étudié durant quelques années pour devenir scientifique. Pendant les années 1960, il joue avec divers groupes japonais de jazz et forme aussi ses propres groupes. Au début des années 1970, il s'installe à New York où il trouve une activité régulière au sein de formations renommées telles que celles de Gil Evans, Elvin Jones, Chico Hamilton, Ted Curson et Joanne Brackeen.
Au milieu des années 1980, il se retire de la scène pour élaborer des logiciels destinés à la musique. Il compose aussi plusieurs singles de musique techno et crée son propre label, Satellites Records, pour les publier.
En 1991, il retourne au jazz en enregistrant des albums pour un label japonais et en montrant qu'il n'avait rien perdu de son habileté. Grâce à sa longue et vaste expérience, Ryō Kawasaki est capable de passer avec une apparente simplicité du hard bop au jazz-rock. Son jeu est reconnu pour sa fluidité et son style parfois vigoureux.

## Discographie

### Albums en solo
- Easy Listening Jazz Guitar (1970)
- Gut's the Guitar (1972)
- Prism (1975)
- Eight Mile Road (1976)
- Juice (1976)
- Ring Toss (1977)
- Nature's Revenge (1978)
- Mirror of My Mind (1979)
- Little Tree (1980)
- Live (1980)
- Sapporo (1980)
- Ryo] (1982)
- Lucky Lady (1983)
- Images (1987)
- Here, There and Everywhere (1992)
- My Reverie (1993)
- Love Within the Universe (1994)
- Remixes (1995)
- Sweet Life (1996)
- Cosmic Rhythm (1999)
- Reval (2001)
- E (2002)
- Agana (2007)
- Late Night WIllie (2009)
- Tribute to Keith Jarrett - Live in concert (2010)
- Live in Beirut  (2011)
- Spain, Plays Solo Guitar  (2012)

### Collaborations
- Head-Rock / Jiro Inagaki & Soul Media (1970)
- Sound of Sound Limited / Takeshi Inomata (1970)
- Something / Jiro Inagaki & Soul Media Feat.Steve Marcus (1971)
- Rock Guitar Battle '71 (1971)
- Guitar Workshop (1971)
- Chigaihoken / Ushio Sakai (1973)
- Plays Jimi Hendrix / Gil Evans (1975)
- Mobius / Cedar Walton (1975)
- There Comes a Time / Gil Evans (1976)
- Tarika Blue vol.1 / Tarika Blue (1976)
- What Would It Be Without You / Joe Lee Wilson (1976)
- Tokyo Concert / Gil Evans (1976)
- Tarika Blue vol.2 / Tarika Blue (1977)
- Main Force / Elvin Jones (1977)
- Time Capsule / Elvin Jones (1977)
- Aft / JoAnne Brackeen (1978)
- 'Round About Midnight / Ted Curson (1978)
- Trinkets and Things / JoAnne Brackeen (1979)
- Pleasure / Shigeharu Mukai (1979)
- All-In All-Out / Masahiko Sato – 佐藤允彦 (1979)
- I Heard Mingus / Ted Curson (1980)
- Manhattan Skyline / Hiroki Miyano (1980)
- Impressions of Charles Mingus / Teo Macero (1983)
- Crystallization (夕日とハドソン) / 高野基長 (1986)
- Christmas Songs / Carolling Carollers (1988)
- New York String Quartet vol.1 / New York String Quartet (1988)
- New York String Quartet vol. 2 / New York String Quartet (1989)
- Wave / Camila Benson (1995)
- Classic Jazz Funk, Vol. 6: The Definitive Jap-Jazz Mastercuts / Various artists (1995)
- Dusty Fingers Volume 1 (1995)
- Memories / Camila Benson (1996)
- Trinkets and Things / Cosmic Village (1997)
- Desafinado / Camila Benson (1997)
- I Will / John Clark (1997)
- RCA Victor 80th Anniversary, Vol. 6: 1970-1979  (1997)
- Battle of the Bands: Evans Vs. Mingus  (1998)
- Super Guitarists  (1999)
- Jazz Spectrum: Real Jazz for Real People, Vol. 2  (1999)
- Three Flutes Up / Chip Shelton (1999)
- More What Flutes 4 / Chip Shelton (2001)
- Different Dreams 2 /  Estonian Jazz (2001)
- Impressions of Miles Davis / Teo Macero (2001)

### Simples
- Electric World (1987)
- One Kiss (1988)
- No Expectations (1988)
- Say Baby I Love You (1988)
- Wildest Dreams (1989)
- Life Is the Rhythm (1989)
- Pleasure Garden (1990)